# Proof of Myself
Proof of Myselfè un brano musicale di Megumi Hayashibara, scritto da Sato Hidetoshi, Soeta Keiji e dalla stessa Hayashibara, e pubblicato come singolo il 23 ottobre 1998 dalla Starchild Records. Il brano è stato incluso nella raccolta della Hayashibara Vintage S. Il singolo raggiunse la nona posizione della classifica settimanale Oricon, e rimase in classifica per cinque settimane. Proof of Myself è stato utilizzato come sigla d'apertura della serie televisiva anime Saber Marionette J to X, in cui la Hayashibara doppia il personaggio di Lime, una delle protagoniste della serie. Il lato B del singolo, intitolato Lively Motion è invece la sigla di chiusura della stessa serie.

## Tracce
CD singolo KIDA-170
1. Proof of Myself - 5:45
2. Lively Motion - 4:35
3. Proof of Myself (Off Vocal Version) - 5:45
4. Lively Motion (Off Vocal Version) - 4:35

Durata totale: 20:58

## Classifiche
| Classifica (1998)                        | Posizione più alta |
| ---------------------------------------- | ------------------ |
| Giappone (Classifica settimanale Oricon) | 9                  |